# Kirill Sosunov
Kirill Sosunov (en ruso: Кирилл Олегович Сосунов; Riazán, Rusia, 1 de noviembre de 1975) es un atleta ruso, especializado en la prueba de salto de longitud en la que llegó a ser medallista de bronce mundial en 1997.

## Carrera deportiva
En el Mundial de Atenas 1997 ganó la medalla de bronce en el salto de longitud, con un salto de 8.18 metros, quedando en el podio tras el cubano Iván Pedroso (oro con 8.42 m) y el estadounidense Erick Walder (plata con 8.38 metros).